# 黃煜晏
黄煜晏（1981年5月10日—），暱稱為黃大胖，曾任馬偕醫院家醫科總醫師，擁有藝人、醫師、魔術師、勵志講師、作家、街頭表演者的多重身分。

## 簡介
黃煜晏2007年自中山醫學大學畢業後，赴布吉納法索擔任为期十個月的醫療替代役期间，深入布吉納法索最偏遠的角落醫治病人，并运用魔術拉近與當地居民的關係。回國後，與好友們組成了一個Magic High團隊，將魔術融合音樂及雜技。由於黃煜晏本身是一位醫生，Magic High團隊也義務接了許多特殊的表演，例如為視障朋友、以及安寧病房的病人提供表演。
於馬偕醫院工作時期，必須至新竹縣尖石鄉後山駐診，因此有機會變魔術給新竹縣尖石鄉秀巒國小的學生們欣賞。2013年受邀参加飢餓三十演講。
黃煜晏領有街頭藝人的牌照，曾一度放下醫師的工作，跑去南美洲當了109天的背包客。自述旅途的過程，直接跳入南極海差點凍傷，也曾喝下亞馬遜叢林巫醫的特製藥水，經歷類似靈魂出竅等過程，在巴西還曾經被歹徒拿刀挾持，在智利跟大風雪奮鬥。

## 著作
- 《南美大暴走：脫下醫師袍，魔術闖天涯！》寶瓶文化 、2013/07/08  、ISBN 9789865896348。
- 《擁抱45℃的天空：愛．關懷．魔術醫生的非洲行醫手記！》高寶  、2012/02/15  、ISBN 9789861856841。

## 獲獎經歷
- 2012 臺北市醫師公會杏林獎[15]
- 2011 臺北市街頭藝人嘉年華─觀眾票選「最受歡迎街頭藝人」
- 2011 緯來育樂台「誰是劉謙接班人」網路魔術比賽第一名
- 2011 TMA國際魔術大賽近距離組亞軍[16]
- 2007 中視綜藝大哥大「大魔競」第二屆全國前八強
- 2005 劉謙「敗給魔術」魔術比賽第三名
- 2005 魔術館第三屆業餘魔術師大賽第二名

## 電視節目
| 日期        | 節目             | 頻道       |
| ----------- | ---------------- | ---------- |
| 2019.04.30  | 麻辣天后傳       | 中天綜合台 |
| 2018.03.14  | 小明星大跟班     | 中天電視   |
| 2017.06.15  | 綜藝大熱門       | 三立電視   |
| 2015.11.19  | 醫師好辣         | 東森電視   |
| 2015.06.24  | 改變的起點       | 中視       |
| 2015.06.09  | 國光幫幫忙       | 三立電視   |
| 2015.03.26  | 國光幫幫忙       | 三立電視   |
| 2014.12.26  | 新聞挖挖哇       | JET綜合    |
| 2014.12.26  | 健康日記         | UDN TV     |
| 2014.10.24  | 新聞挖挖哇       | JET綜合    |
| 2014.10.22  | 健康日記         | UDN TV     |
| 2014.10. 14 | 57健康同學會     | 東森電視   |
| 2014.08.30  | 新聞左左右右     | MUCH TV    |
| 2014.06.24  | 私房話老實說     | 超視       |
| 2013.09.10  | Hold住婆媽大小事 | 衛視中文台 |
| 2013.08.24  | 綜藝大熱門       | 三立電視   |
| 2013.08.12  | 關鍵時刻         | 東森電視   |
| 2013.08.02  | 新聞挖挖哇       | JET綜合    |
| 2013.07. 12 | 57健康同學會     | 東森電視   |
| 2013.07.10  | 新聞挖挖哇       | JET綜合    |
| 2013.06.28  | 金頭腦           | 超視       |
| 2013.05.04  | 金頭腦           | 超視       |
| 2013.05.02  | 金頭腦           | 超視       |
| 2013.02.15  | 大年初一特別節目 | 華視       |
| 2012.12.30  | 魔法研究所       | 華視       |
| 2012.12.06  | 魔法研究所       | 華視       |
| 2012.12.01  | 關鍵時刻         | 東森電視   |
| 2012.09.30  | 關鍵51區         | 東森電視   |
| 2012.06.23  | 綜藝大本營       | 中視       |
| 2012.06.10  | 綜藝大本營       | 中視       |
| 2012.06.02  | 綜藝大本營       | 中視       |
| 2012.04.17  | 超心靈X檔案      | 三立電視   |
| 2012.03.22  | 新兵進行曲       | 民視       |
| 2012.03.13  | 你猜你猜你猜猜猜 | 中視       |
| 2012.01.13  | 一袋女王         | 衛視中文台 |
| 2011.09.27  | 鑽石夜總會       | 台視       |
| 2011.04.16  | 麻辣天后宮       | 衛視中文台 |
| 2011.01.28  | 歡樂幸運星       | 衛視中文台 |
| 2010.03.01  | 得獎的事         | TVBS歡樂台 |

## 外部連結
- 黃煜晏的Facebook專頁
- .   [2016-02-14]. （原始内容存档于2021-04-21）.
- .   [2019-02-14]. （原始内容存档于2022-07-28）.